# Cyclommatus sp
Cyclommatus sp là một loài bọ cánh cứng trong họ Lucanidae. Loài này được Mizunuma & Nagai mô tả khoa học năm 1994.